# Schloss Wolfersdorf

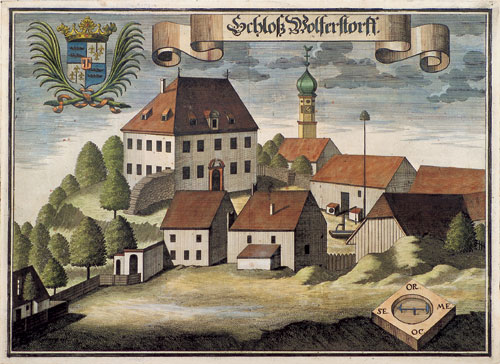
Michael Wening: Schloss Wolfersdorf, um 1700

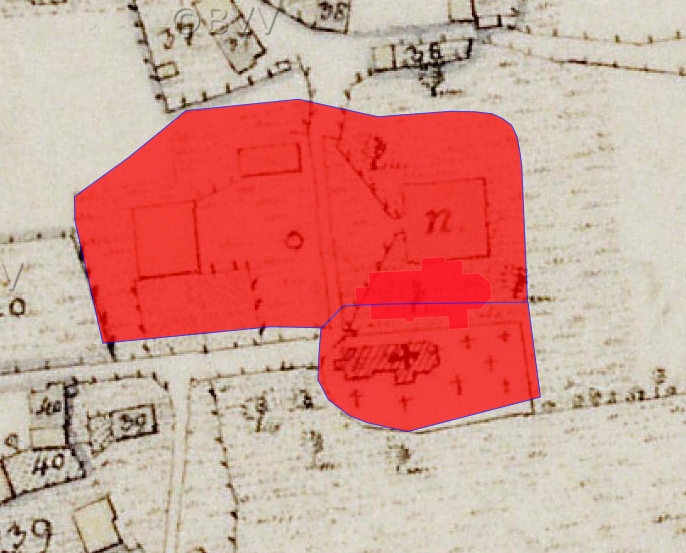
Lageplan von Schloss Wolfersdorf auf dem Urkataster von Bayern

Schloss Wolfersdorf ist ein abgegangenes Schloss in Wolfersdorf im Landkreis Freising von Oberbayern. Ein Bauernhaus mit Walmdach an der Ringstraße 5 als ehemaliger Teil des Schlosses Wolfersdorf ist noch erhalten, es stammt wohl aus dem 18. Jahrhundert. Die Anlage wird als Bodendenkmal unter der Aktennummer D-1-7536-0267 im Bayernatlas als „abgegangenes Hofmarkschloss der frühen Neuzeit ("Schloss Wolfersdorf") mit zugehörigem Wirtschaftshof.“ geführt. 

## Geschichte
Die erste urkundliche Erwähnung liegt um das Jahr 948. Wolfersdorf war Sitz einer offenen Hofmark und gehörte zum Rentamt Landshut und zum Landgericht Moosburg. Das Ortsadelsgeschlecht der Wolfersdorfer ist im 14. und im ersten Drittel des 15. Jahrhunderts als Inhaber der Hofmark Wolfersdorf nachweisbar. Später waren die Grafen von Lodron auf Wolfersdorf (1778 bis 1830) Inhaber der Hofmark. Der Ort wurde im Zuge der Verwaltungsreformen in Bayern 1818 eine selbständige politische Gemeinde mit einem Patrimonialgericht II. Klasse. Das Wolfersdorfer Schloss wurde 1834 teilweise abgebrochen, ein Bauernhaus als Teil des Schlosses blieb erhalten. Die letzten Reste der Feudalherrschaft wurden 1848 aufgehoben.
1978 erfolgte die Errichtung eines Neubaus nach alten Plänen des Schlosses durch Ali von Wolffersdorff.